# 赵戒
赵戒（?—?），字志伯，蜀郡成都县（今四川省成都市）人，东汉时期人物。
赵戒历任刺史、太守、尚书令、太仆。汉顺帝永和六年（141年），赵戒代郭虔为司空。本初元年（146年），太后兄大将军梁冀专权，汉质帝称他为跋扈将军，梁冀毒杀汉质帝。赵戒和太尉李固、司徒胡广主张立清河王刘蒜。梁冀不同意，赵戒和胡广于是转而拥立蠡吾侯刘志。李固还是坚持立年长的清河王刘蒜。梁太后罢免了李固。以胡广为太尉，赵戒为司徒、录尚书事。刘志立为桓帝，以定策封赵戒为厨亭侯。李固后被诬陷杀害，临死写信痛斥赵戒、胡广为屈从献媚的小人。建和元年（147年）十月，赵戒接替杜乔为司徒。建和三年（149年）十月，赵戒卸任，袁汤接替赵戒为太尉。元嘉二年（152年）十二月，特进赵戒接替黄琼为司空。永元元年（153年）十月，赵戒卸任，房植接替赵戒为司空。三子趙典（字仲经），孙赵谦、赵温（字子柔）。